# ویلو پارک (تگزاس)
ویلو پارک، تگزاس(به انگلیسی: Willow Park, Texas) شهری در ایالت تگزاس از ایالات جنوبی ایالات متحده آمریکا است. در سرشماری سال ۲۰۰۰، جمعیت این شهر ۲۸۴۹ نفر اعلام شد.